# Cselgáncs a 2000. évi nyári olimpiai játékokon
A 2000. évi nyári olimpiai játékokon a cselgáncsban hét férfi és hét női súlycsoportban osztottak érmeket.

## Összesített éremtáblázat
(A táblázatokban a rendező ország sportolói eltérő háttérszínnel, az egyes számoszlopok legmagasabb értéke vagy értékei vastagítással kiemelve.)
| A 2000. évi nyári olimpiai játékok éremtáblázata cselgáncsban | A 2000. évi nyári olimpiai játékok éremtáblázata cselgáncsban | A 2000. évi nyári olimpiai játékok éremtáblázata cselgáncsban | A 2000. évi nyári olimpiai játékok éremtáblázata cselgáncsban | A 2000. évi nyári olimpiai játékok éremtáblázata cselgáncsban | Olimpia  |
| ------------------------------------------------------------- | ------------------------------------------------------------- | ------------------------------------------------------------- | ------------------------------------------------------------- | ------------------------------------------------------------- | -------- |
|                                                               | Ország                                                        | Arany                                                         | Ezüst                                                         | Bronz                                                         | Összesen |
| 1.                                                            | Japán (JPN)                                                   | 4                                                             | 2                                                             | 4                                                             | 8        |
| 2.                                                            | Franciaország (FRA)                                           | 2                                                             | 2                                                             | 2                                                             | 6        |
| 3.                                                            | Kuba (CUB)                                                    | 2                                                             | 2                                                             | 1                                                             | 5        |
| 4.                                                            | Kína (CHN)                                                    | 2                                                             | 1                                                             | 1                                                             | 4        |
| 5.                                                            | Olaszország (ITA)                                             | 1                                                             | 0                                                             | 3                                                             | 4        |
| 6.                                                            | Hollandia (NED)                                               | 1                                                             | 0                                                             | 0                                                             | 1        |
| 6.                                                            | Spanyolország (ESP)                                           | 1                                                             | 0                                                             | 0                                                             | 1        |
| 6.                                                            | Törökország (TUR)                                             | 1                                                             | 0                                                             | 0                                                             | 1        |
|                                                               |                                                               |                                                               |                                                               |                                                               |          |
| 9.                                                            | Dél-Korea (KOR)                                               | 0                                                             | 2                                                             | 3                                                             | 5        |
| 10.                                                           | Brazília (BRA)                                                | 0                                                             | 2                                                             | 0                                                             | 2        |
| 11.                                                           | Oroszország (RUS)                                             | 0                                                             | 1                                                             | 2                                                             | 3        |
| 12.                                                           | Kanada (CAN)                                                  | 0                                                             | 1                                                             | 0                                                             | 1        |
| 12.                                                           | Nagy-Britannia (GBR)                                          | 0                                                             | 1                                                             | 0                                                             | 1        |
|                                                               |                                                               |                                                               |                                                               |                                                               |          |
| 14.                                                           | Belgium (BEL)                                                 | 0                                                             | 0                                                             | 2                                                             | 2        |
| 14.                                                           | Észtország (EST)                                              | 0                                                             | 0                                                             | 2                                                             | 2        |
| 16.                                                           | Ausztrália (AUS)                                              | 0                                                             | 0                                                             | 1                                                             | 1        |
| 16.                                                           | Németország (GER)                                             | 0                                                             | 0                                                             | 1                                                             | 1        |
| 16.                                                           | Grúzia (GEO)                                                  | 0                                                             | 0                                                             | 1                                                             | 1        |
| 16.                                                           | Kirgizisztán (KGZ)                                            | 0                                                             | 0                                                             | 1                                                             | 1        |
| 16.                                                           | Lettország (LAT)                                              | 0                                                             | 0                                                             | 1                                                             | 1        |
| 16.                                                           | Észak-Korea (PRK)                                             | 0                                                             | 0                                                             | 1                                                             | 1        |
| 16.                                                           | Portugália (POR)                                              | 0                                                             | 0                                                             | 1                                                             | 1        |
| 16.                                                           | Románia (ROU)                                                 | 0                                                             | 0                                                             | 1                                                             | 1        |
| 16.                                                           | Ukrajna (UKR)                                                 | 0                                                             | 0                                                             | 1                                                             | 1        |
| 16.                                                           | Fehéroroszország (BLR)                                        | 0                                                             | 0                                                             | 1                                                             | 1        |
|                                                               |                                                               |                                                               |                                                               |                                                               |          |
| Összesen                                                      | Összesen                                                      | 14                                                            | 14                                                            | 28                                                            | 56       |

## Férfi

### Éremtáblázat
| A 2000. évi nyári olimpiai játékok éremtáblázata férfi cselgáncsban | A 2000. évi nyári olimpiai játékok éremtáblázata férfi cselgáncsban | A 2000. évi nyári olimpiai játékok éremtáblázata férfi cselgáncsban | A 2000. évi nyári olimpiai játékok éremtáblázata férfi cselgáncsban | A 2000. évi nyári olimpiai játékok éremtáblázata férfi cselgáncsban | Olimpia  |
| ------------------------------------------------------------------- | ------------------------------------------------------------------- | ------------------------------------------------------------------- | ------------------------------------------------------------------- | ------------------------------------------------------------------- | -------- |
|                                                                     | Ország                                                              | Arany                                                               | Ezüst                                                               | Bronz                                                               | Összesen |
| 1.                                                                  | Japán (JPN)                                                         | 3                                                                   | 1                                                                   | 0                                                                   | 4        |
| 2.                                                                  | Franciaország (FRA)                                                 | 1                                                                   | 1                                                                   | 2                                                                   | 4        |
| 3.                                                                  | Olaszország (ITA)                                                   | 1                                                                   | 0                                                                   | 1                                                                   | 2        |
| 4.                                                                  | Hollandia (NED)                                                     | 1                                                                   | 0                                                                   | 0                                                                   | 1        |
| 4.                                                                  | Törökország (TUR)                                                   | 1                                                                   | 0                                                                   | 0                                                                   | 1        |
|                                                                     |                                                                     |                                                                     |                                                                     |                                                                     |          |
| 6.                                                                  | Brazília (BRA)                                                      | 0                                                                   | 2                                                                   | 0                                                                   | 2        |
| 6.                                                                  | Dél-Korea (KOR)                                                     | 0                                                                   | 2                                                                   | 0                                                                   | 2        |
| 8.                                                                  | Kanada (CAN)                                                        | 0                                                                   | 1                                                                   | 0                                                                   | 1        |
|                                                                     |                                                                     |                                                                     |                                                                     |                                                                     |          |
| 9.                                                                  | Észtország (EST)                                                    | 0                                                                   | 0                                                                   | 2                                                                   | 2        |
| 9.                                                                  | Oroszország (RUS)                                                   | 0                                                                   | 0                                                                   | 2                                                                   | 2        |
| 11.                                                                 | Fehéroroszország (BLR)                                              | 0                                                                   | 0                                                                   | 1                                                                   | 1        |
| 11.                                                                 | Grúzia (GEO)                                                        | 0                                                                   | 0                                                                   | 1                                                                   | 1        |
| 11.                                                                 | Kirgizisztán (KGZ)                                                  | 0                                                                   | 0                                                                   | 1                                                                   | 1        |
| 11.                                                                 | Kuba (CUB)                                                          | 0                                                                   | 0                                                                   | 1                                                                   | 1        |
| 11.                                                                 | Lettország (LAT)                                                    | 0                                                                   | 0                                                                   | 1                                                                   | 1        |
| 11.                                                                 | Portugália (POR)                                                    | 0                                                                   | 0                                                                   | 1                                                                   | 1        |
| 11.                                                                 | Ukrajna (UKR)                                                       | 0                                                                   | 0                                                                   | 1                                                                   | 1        |
|                                                                     |                                                                     |                                                                     |                                                                     |                                                                     |          |
| Összesen                                                            | Összesen                                                            | 7                                                                   | 7                                                                   | 14                                                                  | 28       |

### Érmesek
| A 2000. évi nyári olimpiai játékok férfi érmesei cselgáncsban |                                        |                                         |                                             |
| Versenyszám                                                   | Arany                                  | Ezüst                                   | Bronz                                       |
| Nehézsúly +100 kg                                             | David Douillet · Franciaország (FRA)   | Sinohara Sinicsi · Japán (JPN)          | Indrek Pertelson · Észtország (EST)         |
| Nehézsúly +100 kg                                             | David Douillet · Franciaország (FRA)   | Sinohara Sinicsi · Japán (JPN)          | Tamerlan Tmenov · Oroszország (RUS)         |
| Félnehézsúly 100 kg                                           | Inoue Kószei · Japán (JPN)             | Nicolas Gill · Kanada (CAN)             | Jurij Sztyopkin · Oroszország (RUS)         |
| Félnehézsúly 100 kg                                           | Inoue Kószei · Japán (JPN)             | Nicolas Gill · Kanada (CAN)             | Stéphane Traineau · Franciaország (FRA)     |
| Középsúly 90 kg                                               | Mark Huizinga · Hollandia (NED)        | Carlos Honorato · Brazília (BRA)        | Frédéric Demontfaucon · Franciaország (FRA) |
| Középsúly 90 kg                                               | Mark Huizinga · Hollandia (NED)        | Carlos Honorato · Brazília (BRA)        | Ruszlan Masurenko · Ukrajna (UKR)           |
| Váltósúly 81 kg                                               | Takimoto Makoto · Japán (JPN)          | Cso Incshol · Dél-Korea (KOR)           | Nuno Delgado · Portugália (POR)             |
| Váltósúly 81 kg                                               | Takimoto Makoto · Japán (JPN)          | Cso Incshol · Dél-Korea (KOR)           | Aleksei Budõlin · Észtország (EST)          |
| Könnyűsúly 73 kg                                              | Giuseppe Maddaloni · Olaszország (ITA) | Tiago Camilo · Brazília (BRA)           | Anatol Larukov · Fehéroroszország (BLR)     |
| Könnyűsúly 73 kg                                              | Giuseppe Maddaloni · Olaszország (ITA) | Tiago Camilo · Brazília (BRA)           | Vselovods Zeļonijs · Lettország (LAT)       |
| Harmatsúly 66 kg                                              | Hüseyin Özkan · Törökország (TUR)      | Larbi Benboudaoud · Franciaország (FRA) | Girolamo Giovinazzo · Olaszország (ITA)     |
| Harmatsúly 66 kg                                              | Hüseyin Özkan · Törökország (TUR)      | Larbi Benboudaoud · Franciaország (FRA) | Giorgi Vazagasvili · Grúzia (GEO)           |
| Légsúly 60 kg                                                 | Nomura Tadahiro · Japán (JPN)          | Csong Szokkjong · Dél-Korea (KOR)       | Manolo Poulot · Kuba (CUB)                  |
| Légsúly 60 kg                                                 | Nomura Tadahiro · Japán (JPN)          | Csong Szokkjong · Dél-Korea (KOR)       | Ajdin Szmagulov · Kirgizisztán (KGZ)        |

## Női

### Éremtáblázat
| A 2000. évi nyári olimpiai játékok éremtáblázata női cselgáncsban | A 2000. évi nyári olimpiai játékok éremtáblázata női cselgáncsban | A 2000. évi nyári olimpiai játékok éremtáblázata női cselgáncsban | A 2000. évi nyári olimpiai játékok éremtáblázata női cselgáncsban | A 2000. évi nyári olimpiai játékok éremtáblázata női cselgáncsban | Olimpia  |
| ----------------------------------------------------------------- | ----------------------------------------------------------------- | ----------------------------------------------------------------- | ----------------------------------------------------------------- | ----------------------------------------------------------------- | -------- |
|                                                                   | Ország                                                            | Arany                                                             | Ezüst                                                             | Bronz                                                             | Összesen |
| 1.                                                                | Kuba (CUB)                                                        | 2                                                                 | 2                                                                 | 0                                                                 | 4        |
| 2.                                                                | Kína (CHN)                                                        | 2                                                                 | 1                                                                 | 1                                                                 | 4        |
| 3.                                                                | Japán (JPN)                                                       | 1                                                                 | 1                                                                 | 2                                                                 | 4        |
| 4.                                                                | Franciaország (FRA)                                               | 1                                                                 | 1                                                                 | 0                                                                 | 2        |
| 5.                                                                | Spanyolország (ESP)                                               | 1                                                                 | 0                                                                 | 0                                                                 | 1        |
|                                                                   |                                                                   |                                                                   |                                                                   |                                                                   |          |
| 6.                                                                | Nagy-Britannia (GBR)                                              | 0                                                                 | 1                                                                 | 0                                                                 | 1        |
| 6.                                                                | Oroszország (RUS)                                                 | 0                                                                 | 1                                                                 | 0                                                                 | 1        |
|                                                                   |                                                                   |                                                                   |                                                                   |                                                                   |          |
| 8.                                                                | Dél-Korea (KOR)                                                   | 0                                                                 | 0                                                                 | 3                                                                 | 3        |
| 9.                                                                | Belgium (BEL)                                                     | 0                                                                 | 0                                                                 | 2                                                                 | 2        |
| 9.                                                                | Olaszország (ITA)                                                 | 0                                                                 | 0                                                                 | 2                                                                 | 2        |
| 11.                                                               | Ausztrália (AUS)                                                  | 0                                                                 | 0                                                                 | 1                                                                 | 1        |
| 11.                                                               | Észak-Korea (PRK)                                                 | 0                                                                 | 0                                                                 | 1                                                                 | 1        |
| 11.                                                               | Németország (GER)                                                 | 0                                                                 | 0                                                                 | 1                                                                 | 1        |
| 11.                                                               | Románia (ROU)                                                     | 0                                                                 | 0                                                                 | 1                                                                 | 1        |
|                                                                   |                                                                   |                                                                   |                                                                   |                                                                   |          |
| Összesen                                                          | Összesen                                                          | 7                                                                 | 7                                                                 | 14                                                                | 28       |

### Érmesek
| A 2000. évi nyári olimpiai játékok női érmesei cselgáncsban |                                            |                                      |                                          |
| Versenyszám                                                 | Arany                                      | Ezüst                                | Bronz                                    |
| Nehézsúly +78 kg                                            | Jüan Hua · Kína (CHN)                      | Daima Beltrán · Kuba (CUB)           | Kim Szonjong · Dél-Korea (KOR)           |
| Nehézsúly +78 kg                                            | Jüan Hua · Kína (CHN)                      | Daima Beltrán · Kuba (CUB)           | Jamasita Majumi · Japán (JPN)            |
| Félnehézsúly 78 kg                                          | Tang Lin · Kína (CHN)                      | Céline Lebrun · Franciaország (FRA)  | Simona Richter · Románia (ROU)           |
| Félnehézsúly 78 kg                                          | Tang Lin · Kína (CHN)                      | Céline Lebrun · Franciaország (FRA)  | Emanuela Pierantozzi · Olaszország (ITA) |
| Középsúly 70 kg                                             | Sibelis Veranes · Kuba (CUB)               | Kate Howey · Nagy-Britannia (GBR)    | Cso Minszon · Dél-Korea (KOR)            |
| Középsúly 70 kg                                             | Sibelis Veranes · Kuba (CUB)               | Kate Howey · Nagy-Britannia (GBR)    | Ylenia Scapin · Olaszország (ITA)        |
| Váltósúly 63 kg                                             | Séverine Vandenhende · Franciaország (FRA) | Li Su-fang · Kína (CHN)              | Gella Vandecaveye · Belgium (BEL)        |
| Váltósúly 63 kg                                             | Séverine Vandenhende · Franciaország (FRA) | Li Su-fang · Kína (CHN)              | Csong Szongszuk · Dél-Korea (KOR)        |
| Könnyűsúly 57 kg                                            | Isabel Fernández · Spanyolország (ESP)     | Driulis González · Kuba (CUB)        | Kuszakabe Kie · Japán (JPN)              |
| Könnyűsúly 57 kg                                            | Isabel Fernández · Spanyolország (ESP)     | Driulis González · Kuba (CUB)        | Pekli Mária · Ausztrália (AUS)           |
| Harmatsúly 52 kg                                            | Legna Verdecia · Kuba (CUB)                | Narazaki Noriko · Japán (JPN)        | Kje Szunhi · Észak-Korea (PRK)           |
| Harmatsúly 52 kg                                            | Legna Verdecia · Kuba (CUB)                | Narazaki Noriko · Japán (JPN)        | Liu Jü-hsziang · Kína (CHN)              |
| Légsúly 48 kg                                               | Tamura Rjóko · Japán (JPN)                 | Ljubov Bruletova · Oroszország (RUS) | Anna-Maria Gradante · Németország (GER)  |
| Légsúly 48 kg                                               | Tamura Rjóko · Japán (JPN)                 | Ljubov Bruletova · Oroszország (RUS) | Ann Simons · Belgium (BEL)               |